# 孤獨的牧羊人
孤獨的牧羊人（英語：The Lonely Shepherd）是一首由德國作曲家詹姆斯‧拉斯特創作的演奏曲，由羅馬尼亞排簫演奏家格奧爾基·詹斐爾首度錄音演奏。
昆汀·塔倫提諾所執導的第四部動作電影《杀死比尔》與其續集《追殺比爾2：愛的大逃殺》都有用到《孤獨的牧羊人》做為配樂。